# Mateo Garralda
Mateo Jesús Garralda Larumbe (* 1. Dezember 1969 in Burlada, Spanien) ist ein spanischer Handballtrainer, der bis 2012 als Handballspieler aktiv war.

## Spielerkarriere

### Verein
Mateo Garralda begann in seiner Heimatstadt Burlada mit dem Handballspiel. Seine ersten Ligaspiele in der spanischen Liga ASOBAL bestritt er für BM Granollers, bevor er 1991 zu Atlético Madrid wechselte. Schon nach einem Jahr zog er weiter zu Teka Cantabria, wo er 1993 die spanische Meisterschaft, den spanischen Supercup und den EHF-Pokal, 1994 die spanische Meisterschaft und die EHF Champions League, 1995 die Copa ASOBAL und den Europapokal der Pokalsieger sowie 1996 erneut die spanische Meisterschaft, die Copa ASOBAL und die Vereins-EM gewann. Mit diesen Empfehlungen heuerte er 1996 beim Rekordmeister FC Barcelona an. Mit den Katalanen gewann er in den Jahren 1997 und 1998 jeweils die spanische Meisterschaft, die Copa del Rey de Balonmano, den spanischen Supercup, die EHF Champions League und die Vereins-EM sowie 1999 die spanische Meisterschaft und die EHF Champions League. 1999 zog er nach einem Streit mit seinem Trainer zu Portland San Antonio, wo er 2000 den Europapokal der Pokalsieger und die Vereins-EM, 2001 die Copa del Rey de Balonmano und die EHF Champions League sowie 2002 und 2005 noch die spanische Meisterschaft gewann. 2006 ging er mit 37 Jahren noch einmal zu Ademar León. 2008 wechselte er zum dänischen Erstligisten KIF Kolding, mit dem er 2009 die Meisterschaft gewann. Ab 2011 spielte er beim spanischen Erstligisten AD Ciudad de Guadalajara, wo er 2012 seine Karriere beendete.
Garralda war Rekordspieler und bis zum 16. Mai 2011 auch Rekordtorschütze der spanischen Liga ASOBAL. Wie José Javier Hombrados, Michail Iwanowitsch Jakimowitsch, Nikola Karabatić und Siarhei Rutenka hat er mit drei verschiedenen Vereinen die EHF Champions League gewonnen.
Als Anerkennung seiner sportlichen Karriere und seine Verdienste um den spanischen Sport erhielt er am 29. Oktober 2013 den Real Orden del Mérito Deportivo.

### Nationalmannschaft
Mateo Garralda hat 233 Länderspiele für die spanische Nationalmannschaft bestritten. Er gewann Bronze bei den Olympischen Spielen 1996 in Atlanta, den Olympischen Spielen 2000 in Sydney und der Europameisterschaft 2000, Silber bei den Europameisterschaften 1996, 1998 und 2006 sowie Gold bei der Weltmeisterschaft 2005. Bei der Weltmeisterschaft 2007 in Deutschland schied er mit Spanien bereits im Viertelfinale gegen Deutschland aus und belegte nur einen 7. Platz. 

## Trainerkarriere
Ab 2012 trainierte Garralda AD Ciudad de Guadalajara. In der Saison 2014/15 den rumänischen Verein Știința Municipal Dedeman Bacău und ab Frühjahr 2015 auch die Puerto-ricanische Männer-Handballnationalmannschaft. Zwischen Januar 2016 und Juli 2022 war Garralda Trainer der chilenischen Nationalmannschaft. Im Juni 2022 übernahm er zusätzlich den ägyptischen Spitzenklub Zamalek SC. Im Juni 2023 wurde er als neuer Trainer beim saudi-arabischen Mudhar Club vorgestellt. Im Oktober 2023 wechselte er nach Italien, wo er das Training von Albatro Siracusa übernahm.